# Коскело, Каарло
Каарло (Карл) Антон Коскело (фин. Kaarlo (Karl) Anton Koskelo; 12 апреля 1888 — 21 декабря 1953) — финский борец греко-римского стиля, олимпийский чемпион.
Родился в Котке. Несмотря на то, что он никогда не принимал участия в чемпионатах Финляндии, в 1912 году он выступил на Олимпийских играх в Стокгольме, где завоевал золотую медаль.
Когда после Первой мировой войны Финляндия получила независимость и в стране началась гражданская война, Каарло Коскело вступил в Красную гвардию. После поражения социалистических сил в гражданской войне бежал в Советскую Россию. Затем в 1919 году эмигрировал в США, обосновавшись в городе Астория, штат Орегон, где занялся бизнесом, открыв собственную сауну.